# Nagyszőllősi Mihály
Nagyszőllősi Mihály katolikus lelkész volt Surányban (Bereg megye). Barokk buzdító jellegű írásával hívta fel magára a figyelmet.

## Művei
- Sion Leanya Artatlan Ügyét védő Hitnek Paissa; avagy; A Győri Collegium Harmadik kérdése ellen, az Ur Hadait viselő, s igaz ügyért ki kelő Bajnok Davidka. Ki amaz Collegiumnak, harmadik kerdeseben levő minden tüzes Nyilait végképpen viszsza veri; és az igaz Sion Leányának Szüzességének meg csalhatatlan becses jeleit, keserves életivél ez Világ Várossainak Lelki Vénei eleiben viszi; s az igaz Catholica Ecclesiának minden hüvseges Fiainak követesre Tárgyul ki-tészi A Jesus verselyes Zaszloja alatt vitezkedő N. Szölösi Mihály Suranyi Lelki Tan. által. Ephcs. 6. v. 16… Nyomt. 1668 (Kassa)
- Az Urért s' hazájokért elszéledett és számkivettetett bujdosó magyarok füstölgö csepüje...; Veresegyházi Mihály, Kolozsvár, 1676
  - Az Úrért s hazájokért elszéledett és számkivettetett bujdosó magyarok füstölgő csepüje. Kolosvár, 1676; sajtó alá rend., bev. Incze Gábor; Bethlen Ny., Budapest, 1935
- Az Isten házában meggyújtatott lobogó szövétnek, vagy A lelki pásztorságnak tiszta tüköre... Colosvár 1676; Budapesti Református Theológiai Akadémia Hallgatói, Budapest, 1937 (A reformáció és ellenreformáció korának evangéliumi keresztyén egyházi írói)

lásd még: A barokk kor magyar irodalma